# I due galeotti
I due galeotti (The Second Hundred Years) è un film del 1927 diretto da Fred Guiol con Laurel & Hardy.
 Benché i due attori in questa pellicola interpretino il ruolo di "Piccolo gonzo" e "Grande gonzo", già si cominciano a delineare gli aspetti di Stanlio e Ollio che porteranno la celebre coppia al successo.
Il film segnala il passaggio di Roach dalla Pathé alla Metro Goldwyn Mayer.

## Trama
"Piccolo Gonzo" e "Grande Gonzo" sono in prigione ma stanno già attuando un piano di fuga: vogliono fuggire finendo di scavare un tunnel che inizia da sotto il pavimento della loro cella. Purtroppo, durante lo scavo una tubazione dell'acqua viene danneggiata ed è necessario scavare in un'altra direzione, questa volta verso l'alto. Così facendo, i due fuoriscono dall galleria proprio nell'ufficio del capo delle guardie carcerarie da dove vengono riportati nel gruppo degli altri detenuti. Nel frattempo il governatore si prepara a ricevere Lecoque e Voitrex, due capi della polizia francese che verranno a visitare la prigione. 
Durante l'ora del lavoro, i due "Gonzi" si travestono da imbianchini con tanto di secchio della vernice e pennello ed escono dalla prigione passando per il cancello principale. Il loro atteggiamento, però, insospettisce un agente di polizia che prende a seguirli. I due finti pittori, sentendosi osservati, per dimostrare di essere dei veri impianchini iniziano a dipingere o, meglio, ad imbrattare di vernice tutto ciò che incontrano: auto, vetrine di negozi, pali della luce e persino... il posteriore di una "flapper", una ragazza vestita alla moda. Le proteste di costei fanno rompere gli indugi al poliziotto che si mette ad inseguirli mentre i due scappano a gambe levate. Durante la fuga i due salgono sull'auto a bordo della quale vi sono i due importanti esponenti francesi e li buttano fuori del veicolo in mutande, appropriandosi e rivestendosi dei loro eleganti vestiti. I due francesi, appiedati, vengono a loro volta inseguiti dal poliziotto. Nel frattempo, l'autista conduce i due evasi nuovamente in prigione dove il governatore ha organizzato un banchetto in onore dei due importanti ospiti. Durante il pranzo, però, i due "Gonzi" ne combinano di tutti i colori, specialmente "Piccolo Gonzo" che insegue a lungo un ciliegia alquanto dispettosa. Al termine, i due ospiti vengono condotti a visitare le celle. Qui essi vengono riconosciuti sia dai loro vecchi compagni di galera che dai due francesi che, ancora in mutande, sono stati rinchiusi una delle celle. A questo punto, smascherati, i due protagonisti cercano inutilmente di fuggire ma, subito bloccati, non resta loro che rimettersi in fila per farsi ricondurre nella loro cella.

## Edizione italiana
Negli anni 80 fu distribuita dalla RAI una versione resa sonora, con la voce di Enzo Garinei e Giorgio Ariani, e musiche di Piero Montanari.

## Citazioni
Un frammento del film è stato inserito nell'antologia L'allegro mondo di Stanlio e Ollio di Robert Youngson (1965): si tratta della scena in cui Stanlio e Ollio, travestiti da imbianchini, dipingono inavvertitamente il fondoschiena di una bella ragazza.